# Обермайер, Эрих
Э́рих Оберма́йер (нем. Erich Obermayer; род. 23 января 1953, Вена) — австрийский футболист, игравший на позиции либеро. По завершении игровой карьеры — тренер.
На протяжении карьеры выступал за клуб «Аустрия» (Вена), а также национальную сборную Австрии, с которой стал участником двух чемпионатов мира, 1978 и 1982 годов.

## Клубная карьера
Родился 23 января 1953 года в городе Вена. Обермайер начал свою карьеру в юношеской команде футбольного клуба «Вена», откуда летом 1969 года перебрался в клуб «Аустрия» (Вена).
В сезоне 1971/1972 дебютировал в австрийской Бундеслиге за «Аустрию», а с сезона 1973/1974 стал основным игроком команды. В 1972 году стал вице-чемпионом страны, а в 1974 году выиграл первый Кубок Австрии в своей карьере. Свой первый титул чемпиона он выиграл в 1976 году, впоследствии завоевав его ещё семь раз в 1978, 1979, 1980, 1981, 1984, 1985 и 1986 годах. Также Эрих четыре раза выигрывал национальный кубок в 1977, 1980, 1982 и 1986 годах, столько же раз становился вице-чемпионом Австрии (1982, 1983, 1987, 1988). В 1978 году в составе «Аустрии» дошёл до финала Кубка обладателей кубков, где проиграл «Андерлехту» (0:4). В следующем году клуб вышел в полуфинал Кубка европейских чемпионов, где уступил «Мальмё».
Свою футбольную карьеру он закончил в 1989 году в возрасте 36 лет. За «Аустрию» Обермайер провёл 687 матчей и забил 17 голов.

## Карьера в сборной
2 апреля 1975 года Обермайер дебютировал в официальных матчах в составе национальной сборной Австрии в игре отборочного турнира Евро-1976 против Венгрии (0:0). В составе сборной был участником чемпионата мира 1978 года в Аргентине, где сыграл во всех шести играх и отличился забитым мячом в матче против Нидерландов (1:5), а его сборная не преодолела второй групповой этап.
После того как в 1980 году карьеру в сборной завершил капитан Роберт Зара, Обермайер заменил его в этом статусе, сыграв в качестве капитана на чемпионате мира 1982 года в Испании. Там Обермайер выходил на поле во всех пяти играх, но австрийцам вновь не удалось пройти второй групповой этап. После «мундиаля» новым капитаном стал Херберт Прохазка, хотя Обермайер и продолжал выступать за сборную до 1985 года.
Всего в течение карьеры в национальной команде, которая длилась 11 лет, провёл в её форме 50 матчей, забив 1 гол.

## Тренерская карьера
Начал тренерскую карьеру вскоре после завершения карьеры игрока 1990 года, войдя в тренерский штаб Херберта Прохазки в родной «Аустрии» (Вена), где работал в 1990—1992 и 1999—2000 годах.
В течение тренерской карьеры также возглавлял австрийские команды «Флоридсдорф» и «Зиммеринг». В 2013 году работал тренером клуба «Трайскирхен».

## Вне футбола
После ухода из футбола Обермайер был владельцем заправочной станции и Café Libero в венском районе Майдлинг.

## Достижения
«Аустрия» (Вена)
- Чемпион Австрии (8): 1975/1976, 1977/1978, 1978/1979, 1979/1980, 1980/1981, 1983/1984, 1984/1985, 1985/1986
- Обладатель Кубка Австрии (5): 1973/1974, 1976/1977, 1979/1980, 1981/1982, 1985/1986

## Статистика выступлений
| Клуб             | Сезон            | Лига | Лига | Кубок Австрии | Кубок Австрии | Еврокубки | Еврокубки | Суперкубок Австрии | Суперкубок Австрии | Итого | Итого |
| Клуб             | Сезон            | Игры | Голы | Игры          | Голы          | Игры      | Голы      | Игры               | Голы               | Игры  | Голы  |
| ---------------- | ---------------- | ---- | ---- | ------------- | ------------- | --------- | --------- | ------------------ | ------------------ | ----- | ----- |
| Аустрия (Вена)   | 1971/72          | 10   | 0    | 1             | 0             | 2         | 0         | -                  | -                  | 13    | 0     |
| Аустрия (Вена)   | 1972/73          | 19   | 0    | 2             | 0             | 0         | 0         | -                  | -                  | 21    | 0     |
| Аустрия (Вена)   | 1973/74          | 32   | 0    | 8             | 0             | 0         | 0         | -                  | -                  | 40    | 0     |
| Аустрия (Вена)   | 1974/75          | 33   | 0    | 1             | 0             | 8         | 0         | -                  | -                  | 42    | 0     |
| Аустрия (Вена)   | 1975/76          | 36   | 0    | 1             | 0             | 4         | 0         | -                  | -                  | 41    | 0     |
| Аустрия (Вена)   | 1976/77          | 32   | 1    | 3             | 0             | 8         | 0         | -                  | -                  | 43    | 1     |
| Аустрия (Вена)   | 1977/78          | 35   | 2    | 4             | 1             | 9         | 0         | -                  | -                  | 48    | 3     |
| Аустрия (Вена)   | 1978/79          | 36   | 0    | 1             | 0             | 8         | 0         | -                  | -                  | 45    | 0     |
| Аустрия (Вена)   | 1979/80          | 28   | 2    | 5             | 0             | 1         | 0         | -                  | -                  | 34    | 2     |
| Аустрия (Вена)   | 1980/81          | 29   | 2    | 2             | 0             | 2         | 0         | -                  | -                  | 33    | 2     |
| Аустрия (Вена)   | 1981/82          | 36   | 1    | 6             | 0             | 4         | 0         | -                  | -                  | 46    | 1     |
| Аустрия (Вена)   | 1982/83          | 30   | 1    | 3             | 0             | 8         | 0         | -                  | -                  | 41    | 1     |
| Аустрия (Вена)   | 1983/84          | 16   | 1    | 7             | 0             | 2         | 0         | -                  | -                  | 25    | 1     |
| Аустрия (Вена)   | 1984/85          | 30   | 1    | 7             | 0             | 6         | 0         | -                  | -                  | 43    | 1     |
| Аустрия (Вена)   | 1985/86          | 36   | 3    | 5             | 0             | 4         | 0         | -                  | -                  | 45    | 3     |
| Аустрия (Вена)   | 1986/87          | 35   | 0    | 4             | 0             | 4         | 0         | 1                  | 0                  | 44    | 0     |
| Аустрия (Вена)   | 1987/88          | 35   | 1    | 2             | 0             | 1         | 0         | 0                  | 0                  | 38    | 1     |
| Аустрия (Вена)   | 1988/89          | 36   | 1    | 5             | 0             | 4         | 0         | 0                  | 0                  | 45    | 1     |
| Всего за карьеру | Всего за карьеру | 544  | 16   | 67            | 1             | 75        | 0         | 1                  | 0                  | 687   | 17    |